# Khalfehlū
Khalfehlū (persiska: خَلَفلو, خَلفَلو, خَلفِهلو, خلفه لو, Khalaflū) är en ort i Iran.   Den ligger i provinsen Ardabil, i den nordvästra delen av landet, 400 km nordväst om huvudstaden Teheran. Khalfehlū ligger 1 623 meter över havet och antalet invånare är 111.
Terrängen runt Khalfehlū är varierad. Khalfehlū ligger nere i en dal. Runt Khalfehlū är det ganska glesbefolkat, med 38 invånare per kvadratkilometer. Närmaste större samhälle är Meresht, 2,9 km nordost om Khalfehlū. Trakten runt Khalfehlū består i huvudsak av gräsmarker.